# 施泰格
施泰格是德国巴登-符腾堡州的一个市镇。总面积17.74平方公里，总人口3152人，其中男性1585人，女性1567人（2011年12月31日），人口密度178人/平方公里。